# Mujakan
Il Mujakan (in russo Муякан?) è un fiume della Siberia orientale, affluente di sinistra del fiume Muja. Scorre nel Mujskij rajon della Buriazia, in Russia.
Il fiume prende il suo nome dalla catena montuosa dei monti Mujakan o Mujakanskij (Муяканский хребет).

## Descrizione
Il fiume, che è il maggior affluente della Muja, ha origine da alcuni laghi a cascata dalle pendici settentrionali nella parte centrale dei monti Mujakan. Ha una lunghezza di 180 km; l'area del suo bacino è di 3 460 km². Scorre in direzione nord-orientale tra la cresta dei Mujakan a sud e gli speroni meridionali dei monti Severo-Mujskij a nord. Incontra l'insediamento di Severomujsk alla fine dell'omonimo tunnel ferroviario e sfocia nella Muja a 61 km dalla sua foce, 12 km a ovest di Taksimo. Il Mujakan è attraversato due volte dalla linea principale della Ferrovia Bajkal-Amur e dall'autostrada Severobajkal'sk-Taksimo.